# Cnesmone
Cnesmone es un género de plantas con flores perteneciente a la familia  Euphorbiaceae. Se encuentran en  Assam, sur de China, sudeste de Asia, y oeste de Malasia. Comprende 13 especies descfritas y de estas, solo 11 aceeptadas.

## Taxonomía
El género fue descrito por Carl Ludwig Blume y publicado en Bijdragen tot de flora van Nederlandsch Indië 630. 1826. La especie tipo es:

## Especies aceptadas
A continuación se brinda un listado de las especies del género Cnesmone aceptadas hasta marzo de 2014, ordenadas alfabéticamente. Para cada una se indica el nombre binomial seguido del autor, abreviado según las convenciones y usos.
- Cnesmone anisosepala 	(Merr. & Chun) Croizat
- Cnesmone hainanensis (Merr. & Chun) Croizat
- Cnesmone javanica
- Cnesmone laevis   (Ridl.) Airy Shaw
- Cnesmone laotica 	(Gagnep.) Croizat
- Cnesmone linearis 	(Gagnep.) Croizat
- Cnesmone mairei
- Cnesmone peltata (Gagnep.) Croizat
- Cnesmone philippinensis
- Cnesmone poilanei 	(Gagnep.) Croizat
- Cnesmone subpeltata